# Las Mercedes (Castilla)
Las Mercedes es un caserío peruano ubicado en el distrito de Castilla, perteneciente a la provincia y departamento de Piura, al norte del Perú. 

## Ubicación
Las Mercedes se ubica al centro de la provincia de Piura, en el distrito de Castilla, en el departamento de Piura.

## Demografía
En 2017 Las Mercedes tenía una población de 87 habitantes.